# Мохамед Ибрахимов
Мохамед Ибрахимов (азер. Məhəmməd İbrahimov, мкд. Могамед Ибрагимов; рођен 22. јула 1974. у Махачкали, СССР) је македонски рвач пореклом из Азербејџана.
На Олимпијским играма 1996. такмичио се за Азербејџан и освојио пето место у рвању слободним стилом у категорији до 82 кг. На следећим олимпијским играма такмичио се за Македонију и освојио бронзану медаљу рвањем слободним стилом у категорији од 85 кг. Тако је постао први освајач медаље за Македонију на Олимпијским играма, као независну државу.
Летње олимпијске игре 2004. завршио је на 19. месту као рвач слободним стилом у категорији до 84 килограма након што је елиминисан у првом колу.